# Літтл Волтер
Літтл Волтер (англ. Little Walter, справжнє ім'я Меріон Волтер Джейкобс, англ. Marion Walter Jacobs; 1 травня 1930 — 15 лютого 1968) — американський блюзовий музикант, співак, виконавець на губній гармоніці і гітарист.
Серед хітів Волтера — пісні «Juke» (після смерті музиканта отримала премію Греммі), «My Babe», «Key to the Highway».
Його ім'я занесено до Зали слави блюзу та Зали слави рок-н-ролу.

## Біографія

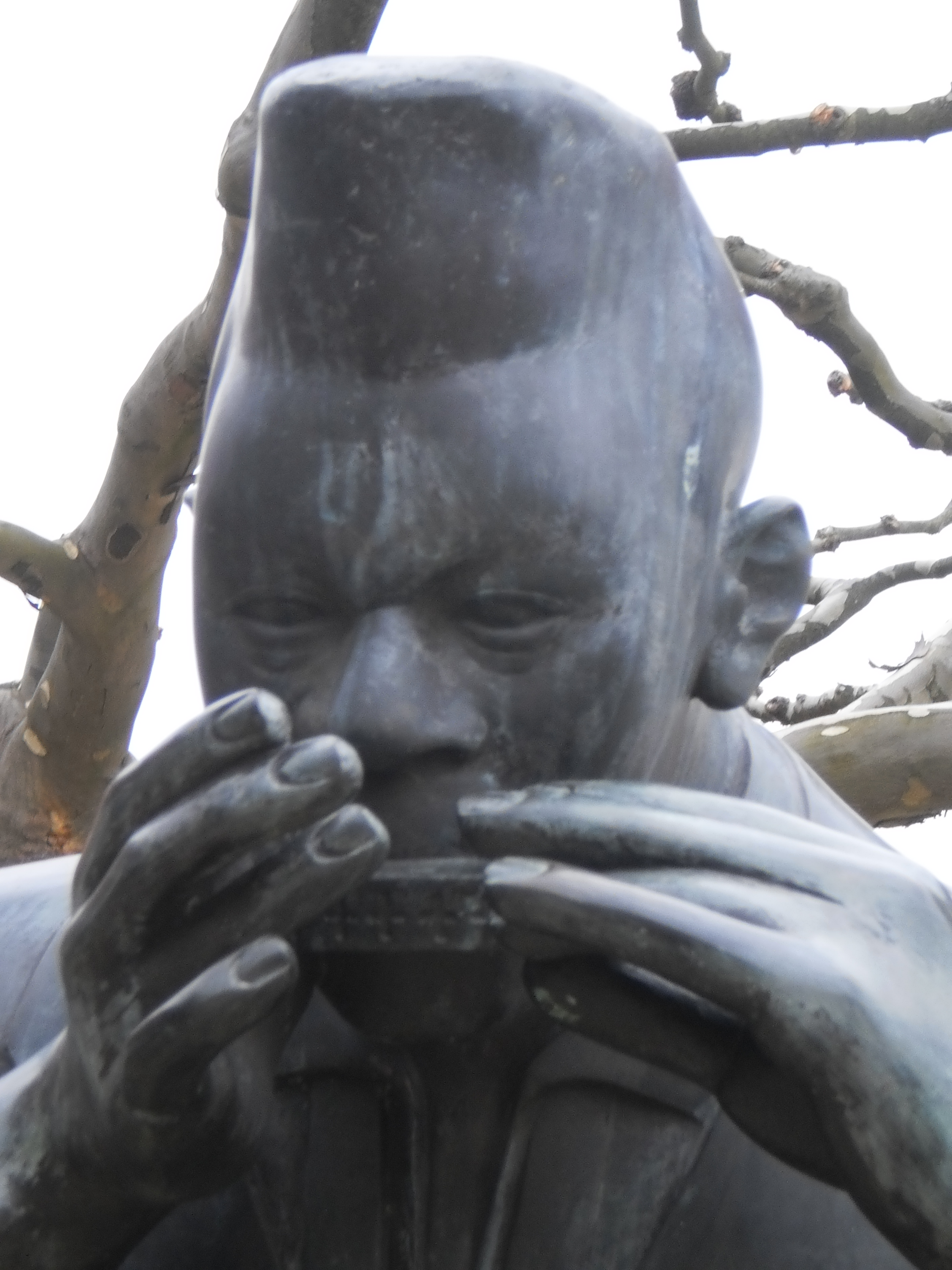
Пам'ятник Літтлу Волтеру в Гессені.

## Дискографія
- Super Blues (Checker, 1967) з Бо Діддлі і Мадді Вотерсом
- Hate to See You Go (Chess, 1969)
- Live in Chicago (Intermedia, 1970); з Отісом Рашем